# Écu au soleil
Écu au soleil (anche: Écu sol, cioè "scudo con il sole") è un écu d'oro coniato per la prima volta da re  Luigi XI di Francia (1461–1483) nel 1475.

## Storia
L'écu au soleil prese il posto dell'écu á la couronne, da cui si distingueva perché sopra la corona era raffigurato un piccolo sole; al rovescio era raffigurata una croce gigliata.
La didascalia al dritto era  „LVDOVICVS DEI GRA FRANCORVM REX“,, e quella al rovescio  „XPC VINCIT XPC REGNAT XPC INPERAT“.
Il peso ed il titolo oscillarono: il primo écu au soleil pesava 3,496 grammi e conteneva 3,356 g d'oro (>23 carati), dal 1519 il peso scese a 3,436 g con 3,257 g d'oro, dal 1559 il peso scese ancora a 3,376 grammi e solo 3,235 di oro. Il valore nominale era inizialmente di 33 sol, dal 1487 salì a 36 sol 3 denier, dal 1516 a 40 sol, e dal 1533 a 45 sol.
Sotto Enrico II (1547–1559) fu coniato un écu au soleil che prese il nome di écu aux croissants (scudo ai crescenti lunari che erano raffigurati ai lati dello scudo reale. Il doppio écu prese anche il nome di Henri d'or (Enrico d'oro).
L'écu au soleil coniato ancora sotto Carlo IX (1560-1574) con un valore di 50 sol. Sotto Enrico III (1574-1589) ne valeva 65 e sotto Luigi XIII (1610-1643) arrivò al 94 sol. Fu coniato anche a Genova da Luigi XII quando prese possesso della città.
Luigi XIII nel 1640 introdusse una riforma monetaria è l'écu fu sostituito dal luigi d'oro.
Questa moneta fu imitata da molti stati europei.
In Italia fu coniato praticamente da tutte le zecche più importanti: dai Savoia, dai papi ad Avignone, Bologna, Roma e nelle Marche. Fu coniato anche a Ferrara, Firenze, Genova, Lucca, Milano, Napoli, Siena, Venezia.
Fu coniato anche da diverse zecche minori tra cui Carmagnola, Ferrara, Mantova e nel ducato di Castro da Pierluigi Farnese.